# Clemmus
Clemmus es un género de coleópteros polífagos. Es originario de  Eurasia, Norteamérica y Australia.

## Géneros
Contiene las siguientes especies:
- Clemmus abbreviatus Reitter, 1889
- Clemmus humeralis (Lea, 1921)
- Clemmus minor (Crotch, 1873)
- Clemmus troglodytes Hampe, 1850